# Імператор Котоку
Імператор Ко́току (яп. 孝徳天皇, こうとくてんのう, котоку тенно; 596 — 24 листопада 654) — 36-й Імператор Японії, синтоїстське божество. Роки правління: 12 липня 645 — 24 листопада 654.
Був сином принца Тіну (сина імператора Бідацу) та принцеси Кібіцу-хіме (онуки імператора Кіммея). Замолоду звався принцом Кару.
У 645 році зійшов на трон через чотирнадцять днів після того, як принц Нака но Ое вбив Соґа но Іруку при дворі імператриці Коґьоку. Остання зреклася влади, яку перебрав її брав принц, що став відомий як імператор Котоку. Його уряд склали Абе но Утімаро, Соґа но Кураямада і Накатомі но Каматарі.
Згодом на загальних зборах міністрів, колишньої імператриці та спадкоємця-принца Нана но ое було вперше в японській історії встановлено назву ери, яка отримала назву ери Тайка.
Згідно хроніки «Ніхон Сьокі» протегував буддизму і зневажав синтоїзм.  Він був м’яким і добрим, йому подобалися вчені-конфуціанці. Невдовзі заснував нове місто у місцині під назвою Наніва, куди переніс столицю. Нова столиця була морським портом, зручним для зовнішньої торгівлі та дипломатичної діяльності.
646 року провів реформи Тайка задля зміцнення центральної влади та авторитета імператора. За китайським зразком було впроваджено систему хассо кяккан («вісім міністерств і сто кабінетів»). 650 року відправив до куні (провінції) Косі війська для зведення фортець задля оборони від емісі.
Під час правління імператора Котоку активно підтримувалися дипломатичні стосунки з корейськими державами Когурьо, Пекче та Сілла. 653 року відправив посольство до імперії Тан, але через саботаж не всі кораблі допливли до місця призначення.
653 року принц Нана но Ое запропонував перенести столицю знову до провінції Ямато, але Котоку відкинув цю пропозицію. Тоді принц проігнорував волю імператора і переїхав до колишньої провінції. Багато придворних пішли за ним. Котоку залишився у палаці.
Помер імператор Котоку через якусь хворобу 654 року, після чого до влади повернулася його сестра під ім'ям Саймей.
Мав 1 імператрицю і 2 наложниці, які народили 1 сина — принца Аріму.